# Pseudomalaxis centrifuga
Pseudomalaxis centrifuga är en snäckart som beskrevs av De Monterosata 1890. Pseudomalaxis centrifuga ingår i släktet Pseudomalaxis och familjen Architectonicidae. Inga underarter finns listade i Catalogue of Life.